# Svirj, Șostka
Svirj (în ucraineană Свірж) este un sat în comuna Korotcenkove din raionul Șostka, regiunea Sumî, Ucraina.

## Demografie
Componența lingvistică a localității Svirj
     Rusă (80,13%)
     Ucraineană (19,87%)
Conform recensământului din 2001, majoritatea populației localității Svirj era vorbitoare de rusă (80,13%), existând în minoritate și vorbitori de ucraineană (19,87%).